# Медаль «За службу в Вооружённых силах» с лавровой ветвью
Медаль «За службу в Вооружённых силах» с лавровой ветвью – ведомственная награда вооружённых сил Королевства Норвегия.
Не следует путать медаль «За службу в Вооружённых силах» с лавровой ветвью с медалью «За службу в Вооружённых силах», вручаемую за выслугу лет.

## История
Медаль «За службу в Вооружённых силах» с лавровой ветвью была учреждена 1 мая 1982 года как награда гражданам за оказание неоценимых услуг или выдающегося вклада в оборону страны. Медаль вручается министром обороны Норвегии.

## Описание
Медаль круглой формы серебристого металла.
Аверс несёт три меча в столб остриём вверх.
На реверсе по окружности надпись: «FORSVARET • FOR FORTJENESTER •» (Вооружённые силы • За заслуги).
 Лента медали красного цвета с белой полоской 4 мм. шириной по центру, с накладкой серебристого металла в виде лавровой ветви.